# Max Krayer
Eduard Max Krayer (* 4. Oktober 1875 in Basel; † 19. August 1944 ebenda) war ein Schweizer Unternehmer.

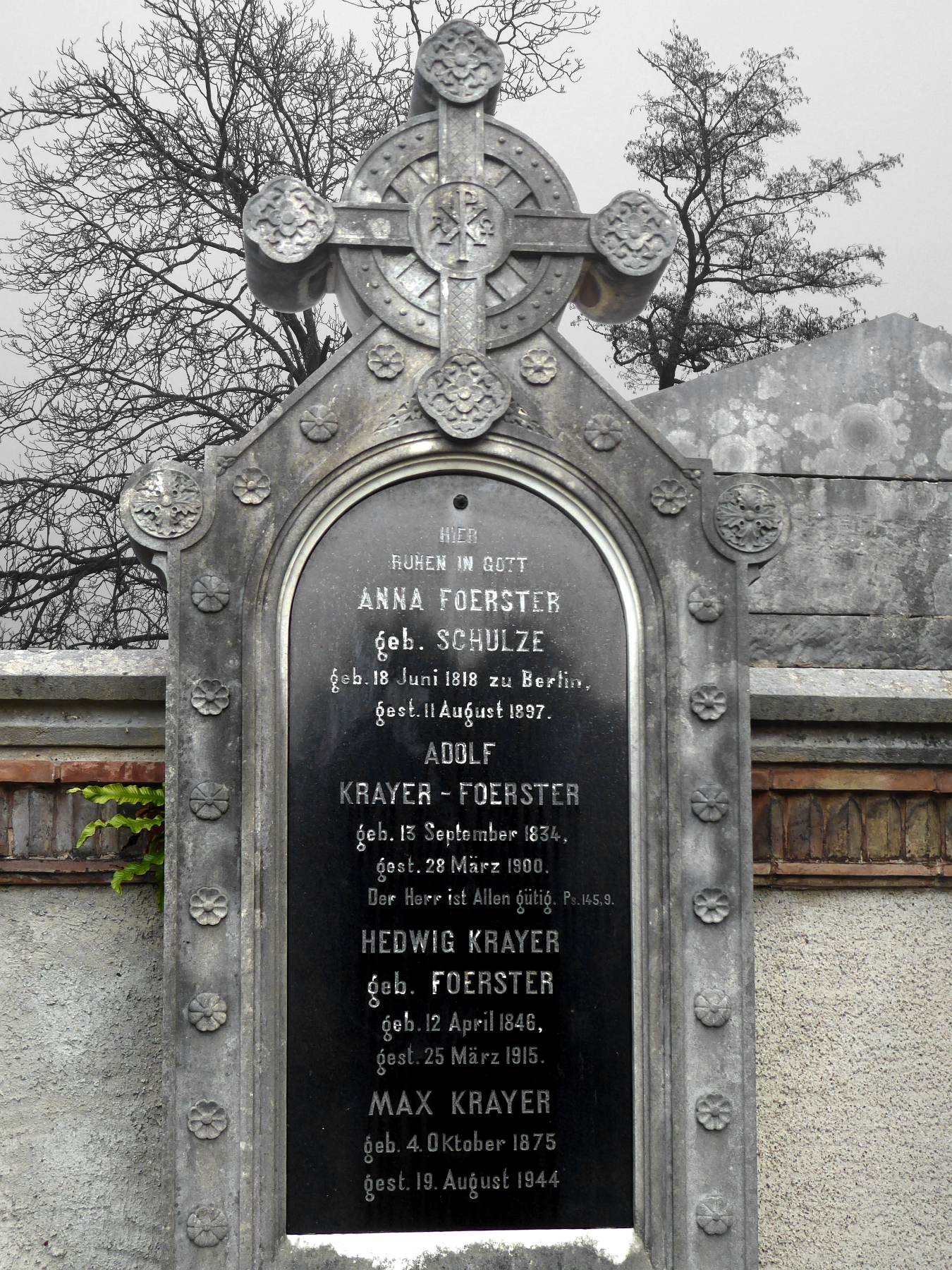
Grab auf dem Wolfgottesacker, Basel

## Leben und Werk
Max Krayer war ein Sohn des Kaufmannes und Seidenhändler Adolf Krayer (1834–1900) und der Hedwig (1846–1915), geborene Förster.
Krayer besuchte in Basel das Gymnasium und absolvierte anschliessend eine Ausbildung zum Kaufmann. 1903 trat er in die Haas’sche Schriftgiesserei ein und übernahm 1904 die Leitung des Betriebs. Krayer beschäftigte sich mit der Geschichte der Stempelschneidekunst in Basel und der Schweiz. Ihm ist die Wiederentdeckung historischer Schriftbestände wie der Bodoni zu verdanken. Seide Schwester Hedwig war mit dem Volkskundler Eduard Hoffmann verheiratet.
Max Krayer fand seine letzte Ruhestätte auf dem Wolfgottesacker in Basel.